# Diogo Gomes
Diogo Gomes (c. 1402-1420? – c. 1502), também referido como Diogo Gomes de Sintra, foi um navegador e explorador português do século XV mais conhecido por sua exploração do estuário do rio Gâmbia e sua alegação de ter descoberto a ilha de Santiago, Cabo Verde.

## Biografia
Poucos detalhes biográficos sobre Gomes são conhecidos com certeza. Acredita-se que ele tenha nascido em Portugal no início do século XV, estima que sua data de nascimento tenha sido na faixa de c. 1402-1420. Foi moço de câmara do Infante D. Henrique, por ele enviado em expedições de descobrimento à costa ocidental da África. Em 1440 foi nomeado colector das alfândegas reais. Das viagens que efectuou, participou, com Gil Eanes e Lançarote de Freitas da expedição militar de 1445 à ilha de Tider, perto do cabo Branco.
Nomeado escrivão da carreagem real (12 de Junho de 1451), seguiu prestando serviços em simultâneo tanto ao Infante quanto à Coroa.
Como referiu Teixeira da Mota, Diogo Gomes navegou em 1456 até à embocadura do rio Grande, canal de Geba-Caió. No regresso subiu o rio Gâmbia até Cantor, em busca de informações sobre o comércio do ouro e das rotas que ligavam as regiões auríferas do Senegal, do Alto Níger e do entreposto comercial de Tombuctu às rotas saarianas que desembocavam no litoral marroquino. Durante esta expedição, Diogo Gomes capitaneava uma esquadra de três navios. Possivelmente no seu regresso tocou o arquipélago de Cabo Verde, cujo descobrimento reclama para si, na companhia do italiano Antonio da Noli. Ainda antes da morte do Infante D. Henrique (1460), regressou à costa africana onde explorou o rio de Barbacins (Salum).
Após o falecimento do Infante estreitou-se a sua ligação com a Corte, adquirindo o título de cavaleiro. Em 1463 exercia o cargo de escudeiro de Afonso V de Portugal. Exerceu o cargo de almoxarife de Sintra, de 28 de Outubro de 1459 até 1480, tendo exercido ainda as de juiz dos "Feitos das Coutadas, das Caças e Montarias" de Sintra (25 de Março de 1466) cargo que acumulou com o de juiz das Sisas da vila de Colares (confirmado em 5 de Março de 1482).
Embora não se saiba ao certo em que ano faleceu, existe o registo de um pagamento que a sua viúva fez pela sua alma, em 1502.

## Obra
Foi o único navegador do círculo do Infante a legar-nos memórias das próprias navegações. Estas foram transmitidas oralmente a Martin Behaim, à época radicado em Portugal, que seria autor do "Globo de Nuremberg" (c. 1492), uma das influências de Cristóvão Colombo em seu projecto de navegar para o Oriente pelo Ocidente.
Behaim redigiu essas notas em latim com o título de "De prima inuentione Guinee" ("Acerca do primeiro Descobrimento da Guiné"), inserta no "Manuscrito Valentim Fernandes". Este relato, também denominado como "Relação de Diogo Gomes", é essencial para o estudo do início da navegação marítima portuguesa. O manuscrito compreende duas outras partes: "De insulis primo inventis in mare Occidentis" e "De inventione insularum de Açores", este último o único relato contemporâneo do reconhecimento dos Açores pelos portugueses.
Em termos de historiografia não tem sido pacífica a atribuição da autoria da narrativa oral de Diogo Gomes a Behaim. Em estudo introdutório a recente edição desse texto, o latinista Aires Nascimento devolve a Diogo Gomes a sua autoria, demonstrando a falta de consistência de outras atribuições e apontando que o manuscrito representa um apógrafo em que o impressor moravo introduziu correcções preparatórias de uma edição, que nunca se realizou.